# Kovk (gmina Hrastnik)
Kovk – wieś w Słowenii, w gminie Hrastnik. W 2018 roku liczyła 103 mieszkańców.